# 前进西站
前进西站是一个位于吉林省长春市朝阳区的轻轨车站，属于长春轨道交通3号线。
本站原名前进站，2019年5月30日更为现名。

## 车站构造
车站位于卫星路主路与南侧辅路之间，设有两个地面侧式月台，并分别设置雨棚。车站于南侧站台西端朝向辅路设置出入口站房。本站未设置换向天桥或地下通道，换向乘客及往长春站方向乘客进站后需通过站内东端平过道换向。
站台设置如下：
| 地面 | 侧式站台，右侧开门 | 侧式站台，右侧开门              |
| 地面 | 轨道（北）         | █ 3号线往伪满皇宫（电台街）     |
| 地面 | 轨道（南）         | █ 3号线往长影世纪城（前进大街） |
| 地面 | 站房               | 侧式站台，右侧开门              |

## 车站出入口
车站设置1个出入口，设在车站南侧站台西端，朝向卫星路辅路，未设置出入口编号。
|          |      |            |                                         |  |
| 出口编号 | 照片 | 出口指示   | 建议前往的目的地                        |  |
| 出口     |      | 卫星路辅路 | 吉林大学莱姆顿学院、欢乐城、国泰RioMall |  |

## 公交换乘
- 经干院站：239路

## 历史

### 车站移设

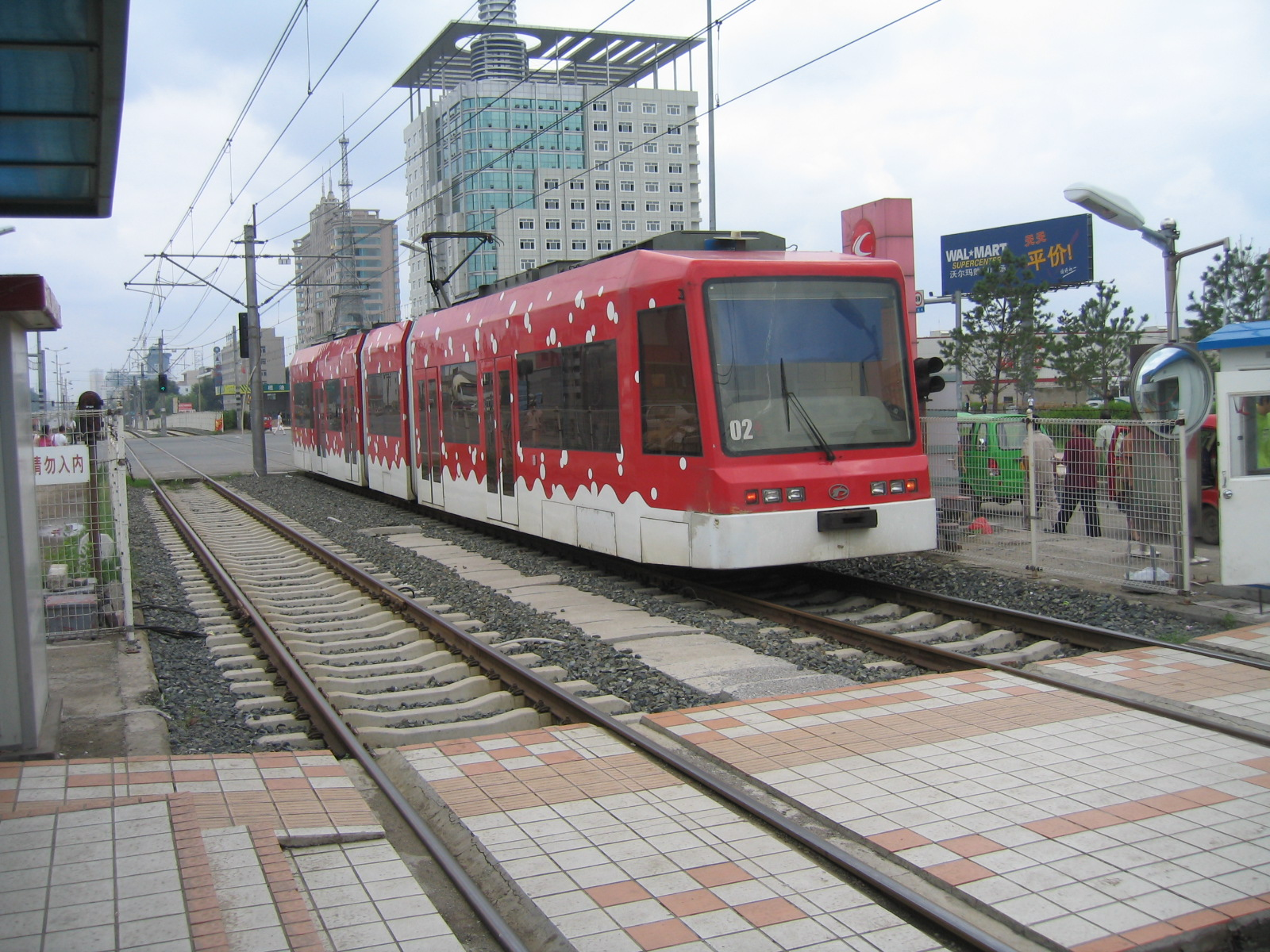
前进西站移设前站台，后方平交道口为尚未立交化的前进大街

车站最初启用时位于卫星路与前进大街十字路口西侧，紧邻前进大街设置，车站结构基本与现时相同，为地面侧式车站，唯原车站站房位于站台东端，且两侧站台均设有站房，分别朝向卫星路主路与车站南侧道路。2013年，卫星路快速化改造，与前进大街路口拆除并改建为立交桥，为配合快速路建设，原车站被拆除，并在车站西侧约150米处，即现时车站位置设置临时站点供乘客使用。原规划中，本站与前进大街站将合并为一个站点，因此该站移设至临时站后并未设置雨棚，站台仅使用钢板直接铺设于地面。车站移设后曾设置北侧出入口，但该出入口于2014年快速路改造时关闭，仅剩南侧出入口。
随着卫星路快速路改造基本完成，经各方专家判定，车站位于快速路结构上方，不具备与前进大街站合并的条件，车站将继续保留，轨道集团申请将该临时车站站台改造。2021年8月1日至9月15日，车站闭站改造，改造工作于11月全部完成，站台改为大理石铺设，并增加雨棚及盲道等设施。
车站移设前站台设置如下：
| 地面 | 侧式站台，右侧开门 | 侧式站台，右侧开门              | 站房                            |
| 地面 | 轨道（北）         | █ 3号线往长春站（电台街）       | █ 3号线往长春站（电台街）       |
| 地面 | 轨道（南）         | █ 3号线往长影世纪城（前进大街） | █ 3号线往长影世纪城（前进大街） |
| 地面 | 侧式站台，右侧开门 | 侧式站台，右侧开门              | 站房                            |

### 车站历史
- 2002年10月30日 - 随3号线一期通车开通运营，开通时名为前进站[6]。
- 2013年4月 - 因卫星路快速化工程施工原站点正式关闭，移设至临时站点，即现车站位置。
- 2019年5月30日 - 更名为前进西站[1]。
- 2021年
  - 8月1日 - 车站闭站改造[5]。
  - 9月16日 - 车站重新开放[7]。
- 2022年
  - 9月15日 - 因轨道施工需要，车站暂停运营[8]。

## 车站周边
- 朝阳区人民政府
- 沃尔玛购物广场前进店